# Provincia Napo

Harta cu amplasarea provinciei în Ecuador

Provincia Napo (span. Provincia del Napo) este o provincie în Ecuador cu capitala la Tena. El este situat în partea din Ecuador numită Oriente și care se află în depresiunea Amazonului. Provincia se întinde pe o suprafață de 12.426 km², având o populație de ca. 90.000 loc. Numele provinciei provine de la fluviul Napo care traversează regiunea.